# Список акронімів української мови (Ц)
Список акронімів української мови, які починаються з літери «Ц»:
- ЦАМФ — Циклічний аденозинмонофосфат
- ЦАП — Цифро-аналоговий перетворювач
- ЦАР — Центральноафриканська Республіка
- ЦАХАЛ (івр. צבא הגנה לישראל, Цва хагана ле-Ісраель) — Армія оборони Ізраїлю
- ЦБ РФ — Центральний банк Російської Федерації
- ЦВК — Центральна виборча комісія України
- ЦВК СРСР — Центральний виконавчий комітет СРСР
- ЦВК УРСР — Центральний виконавчий комітет УРСР
- ЦГТ — Центральна гранична теорема
- ЦЕРН (фр. CERN: Conseil Européen pour la Recherche Nucléaire) — Європейська організація з ядерних досліджень
- ЦЄАВТ — Центрально-європейська асоціація вільної торгівлі
- ЦЄІ — Центральноєвропейська ініціатива
- ЦЄЧ — Центральноєвропейський час
- ЦЗОД — Центр зберігання та обробки даних
- ЦК ВЛКСМ — Центральний комітет ВЛКСМ
- ЦК КПРС — Центральний Комітет Комуністичної партії Радянського Союзу
- ЦК КПУ — Центральний комітет Комуністичної партії України
- ЦКУ — Цивільний кодекс України
- ЦНАП — Центр надання адміністративних послуг
- ЦНС — Центральна нервова система
- ЦО — Цивільна оборона
- ЦОВВ — Центральний орган виконавчої влади України
- ЦП — Центральний процесор
- ЦП — Цінні папери
- ЦПК — Цивільний процесуальний кодекс України
- ЦПМ — Цитоплазматична мембрана
- ЦРУ — Центральне розвідувальне управління
- ЦСО СБУ — Центр спеціальних операцій СБУ
- ЦТК — Цикл трикарбонових кислот
- ЦУМ — Центральний універсальний магазин